# Sobre matar (libro)
Sobre matar: El costo psicológico de aprender a matar en la guerra y la sociedad es un libro de Dave Grossman que explora la psicología del acto de matar y el intento de los establecimientos militares y policiales de comprender y lidiar con las consecuencias de matar.

## Visión general
El libro se basa en los estudios de SLA Marshall de la Segunda Guerra Mundial, que propusieron que, contrariamente a la percepción popular, la mayoría de los soldados en la guerra nunca disparan sus armas, debido a una resistencia innata a los asesinatos. Según los estudios de Marshall, el ejército instituyó medidas de entrenamiento para romper esta resistencia y aumentó con éxito las tasas de disparo de los soldados a más del 90 por ciento durante la Guerra de Vietnam.
Grossman señala que hay grandes costos psicológicos que pesan mucho sobre el soldado de combate o el oficial de policía que mata, si no están mentalmente preparados para lo que pueda suceder; si sus acciones (asesinatos) no son respaldadas por sus comandantes y / o compañeros; y si no pueden justificar sus acciones (o si nadie más justifica las acciones por ellas).
La segunda edición del libro, junto con una versión de audio, se lanzó en 2009.

## Recepción
Robert Engen, en un artículo para el Canadian Military Journal que criticaba a Killing , elogió y criticó los trabajos de Grossman y dijo: " En Killing y On Combat constituyen un excelente punto de partida, hay demasiados problemas con su interpretación para que puedan considerarse última palabra sobre el tema ".  La respuesta de Grossman a Engen, impresa en la misma revista, aborda las críticas al mostrar que los hallazgos de SLA Marshall, incluso después de haber puesto en duda su metodología, se han confirmado en más estudios científicos y experiencias del mundo real, y además, han sido La piedra angular del entrenamiento militar y policial durante más de medio siglo.
On Killing está en la lista de lecturas recomendadas del Cuerpo de Marines de los Estados Unidos.

## Legado
El episodio de la serie 3 Black Mirror , " Men Against Fire " (2016), se inspiró en parte en Men Against Fire: The Problem of Battle Command y On Killing , y explora los mismos temas.